# St. Medardus (Nörvenich)

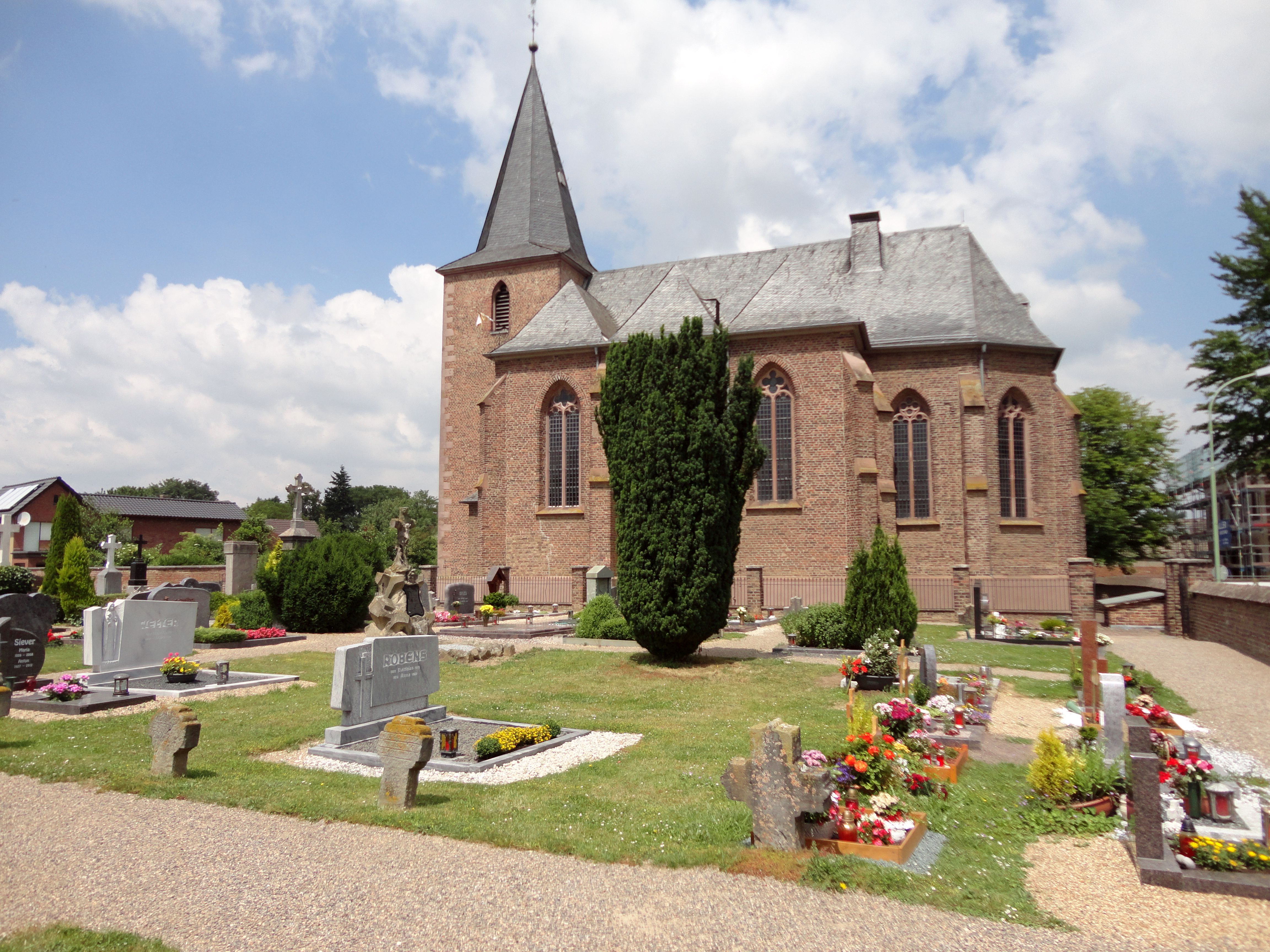
Pfarrkirche St. Medardus (2014)

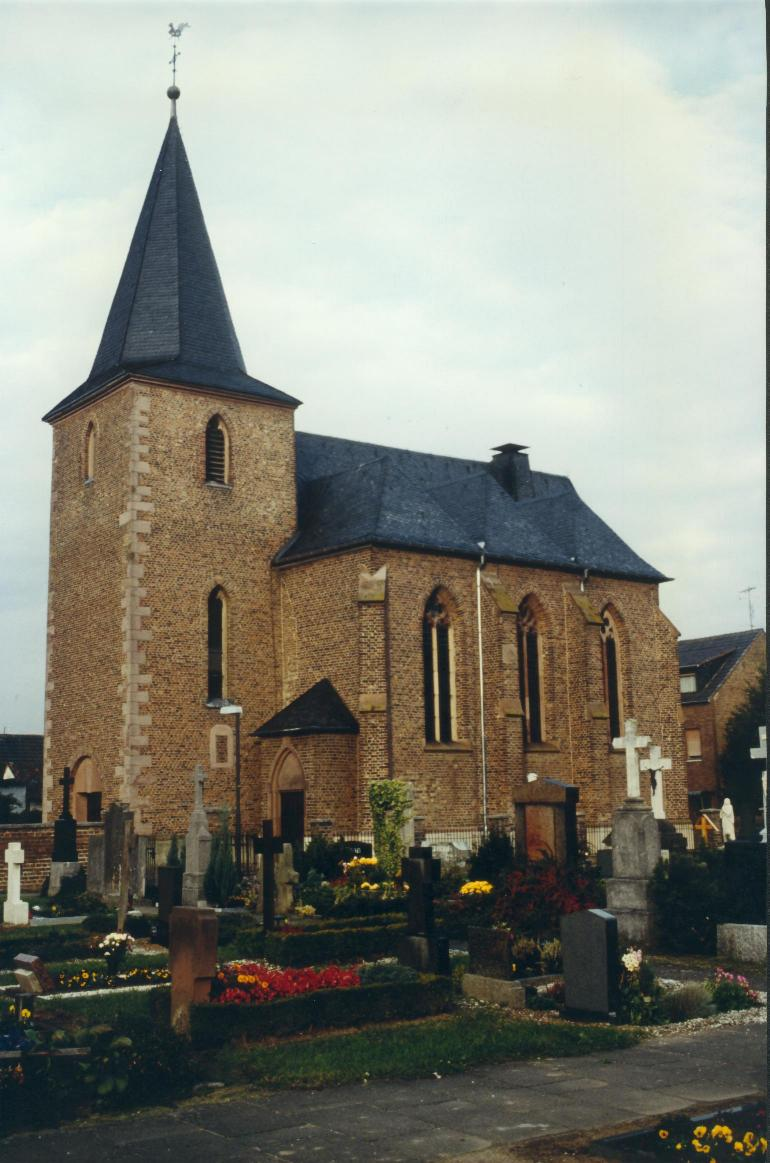
Kirche und Kirchhof

Die römisch-katholische Pfarrkirche St. Medardus steht in Nörvenich, Kreis Düren, Nordrhein-Westfalen. Sie ist dem Patronat des heiligen Medardus anvertraut.

## Geschichte
Die Pfarre Sankt Medardus wird erstmals 1177 erwähnt. Die Kirche muss es aber schon früher gegeben haben. Das heutige Gotteshaus hatte wohl drei Vorgängerbauten, von denen der letzte im Jahre 1642 schwer beschädigt wurde. Die heutige Kirche wurde zwischen 1658 und 1664 erbaut.
Die Kirche wurde am 19. März 1985 in die Denkmalliste der Gemeinde Nörvenich unter Nr. 46 eingetragen.
Seit der Fusion der ehemaligen Pfarreien St. Medardus, St. Gertrud, St. Heribert, St. Mariä Heimsuchung, St. Martinus und St. Viktor zur Pfarrei St. Josef, Nörvenich ist St. Medardus die Pfarrkirche der Großpfarre.

## Bauwerk
Die dreischiffige Hallenkirche aus Backstein mit vorspringendem Westturm unter einer geknickten Schieferpyramide, mit einem dreiseitig schließendem Ostchor steht auf einem 1,10 Meter hohen Bruchsteinsockel, der etwa zwei Meter tief im Erdreich gründet. Das Langhaus hat ein hohes, die Seitenschiffe je drei quergestellte Satteldächer.
Alle Dächer sind beschiefert. Die hohen spitzbogigen Fenster im Turm, den Schiffen und dem Chor und das Rundfenster in der Südwand des Westschiffes sind mit spätgotischem Maßwerk ausgestattet. Das Kreuzgewölbe des Mittelschiffes ruht auf vier mächtigen Rundsäulen aus Muschelkalk, die Netz- und Sterngewölbe in Chor und Seitenschiffen auf Konsolen.
An der Ostecke der Nordwand ist ein dreigeschossiger Turm angebaut, der mit einer welschen Haube bekrönt ist. Der ehemalige Wohnturm, der früher vom Pfarrer bewohnt wurde, wurde 1959 zu einer Sakristei umgebaut.
Die Baugeschichte der Kirche ist durch Aufzeichnungen von Conradus Flocken, der den Wiederaufbau der Kirche in die Wege geleitet und sich um die Einrichtung mit Altären, Gestühl, Kanzel etc. bemüht hat, gut belegt. Sein Nachfolger Hermannus Isenkraedt setzte die Vervollständigung der Kircheneinrichtung fort.

## Ausstattung
Das barocke Altarbild St. Medardus eines unbekannten Künstlers stellt den Hl. Medardus, den Schutzpatron der Kirche dar. 
Eine Medardusreliquie und eine Sebastianusreliquie des zweiten Schutzpatrons wurden von Flocken im Jahre 1668 in Köln und im Kloster Arnstein abgeholt. Sie werden in einem Ostensorium aufbewahrt. In eine Silberschale aus dieser Zeit ist eine Fabianusreliquie eingearbeitet. Die Gläubigen tranken daraus den gesegneten Wein.

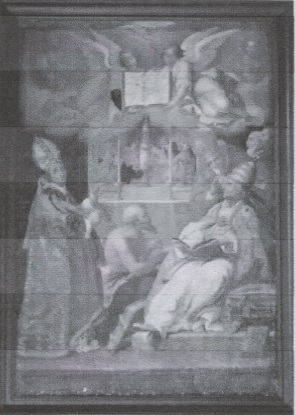
Das Bild über dem Seitenaltar

Über dem linken Seitenaltar der Pfarrkirche prangt seit Februar 2011 ein großes Gemälde. Es handelt sich dabei wohl um ein Werk aus dem frühen 17. Jahrhundert, das im Stil der Rubensschule gemalt worden ist. Weder der Künstler, noch das genaue Entstehungsjahr, noch der Titel des Gemäldes sind bekannt. Brandspuren deuten jedoch darauf hin, dass es schon vor dem großen Kirchenbrand im Jahre 1678 Teil des Kunstschatzes von St. Medardus war und wohl einen der Seitenaltäre zierte.
Der schlechte Zustand des Gemäldes hat den Kirchenvorstand schon vor Jahren dazu veranlasst, das Bild dem „Rheinischen Amt für Denkmalpflege“ für fachkundige Restaurierungsarbeiten zu überlassen.
Die großformatige Leinwandarbeit, die jetzt in der Kirche zu bewundern ist, kreist im Wesentlichen um das Geheimnis der Eucharistie, der Transsubstantiation. Da neben einer Monstranz auch die vier lateinischen Kirchenväter Hl. Gregor, Hl. Hieronymus, Hl. Augustinus und Hl. Gregor der Große die Szenerie prägen, ging der ausführende Restaurator im Rückgriff auf Paul Clemen, davon aus, dass der Künstler sich bei seiner Darstellung an das klassische Motiv der sogenannten „Gregorsmesse“ angelehnt hat. 
Das Bild ist lange auf dem Speicher im Nörvenicher Pfarrhaus gelagert worden -leider wenig fachgerecht. Unter Pfarrer Lausberg, wurde es dann unter Schutt entdeckt und erstmals provisorisch im Pfarrhaus aufgehängt.
An der Südseite des Kirchengebäudes steht das Missionskreuz von 1770.

## Glocken
Insgesamt drei Mal goss die Glockengießerei Otto aus Hemelingen/Bremen Bronzeglocken für die Pfarrkirche in Nörvenich und zwar in den Jahren 1908, 1929 und 1951. Von den fünf Glocken, die vor 1939 gegossen wurden, hat nur eine die Glockenvernichtungen der beiden Weltkriege überstanden, die a′-Glocke aus dem Jahr 1929. Sie ist heute Glocke 2 im dreistimmigen Otto-Geläut von St. Medardus. Die Glocken 1 und 3 sind aus dem Jahr 1951. Das Geläut hat die Schlagtonreihe: g′ – a′ – c″. Die Glocken haben folgende Durchmesser: 1089 mm, 957 mm, 816 mm. Sie wiegen: 820 kg, 475 kg, 300 kg.

## Altarbild

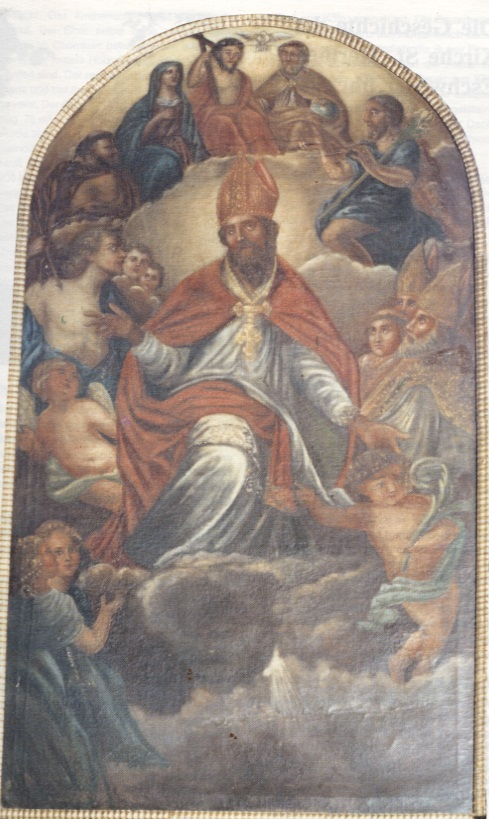
Das Altarbild

In der Mitte des Bildes ist der hl. Bischof Medardus mit Mitra, Chormantel und Brustkreuz dargestellt. Seine rechte Hand segnet den Betrachter. Die hl. Dreifaltigkeit thront über ihm auf einer Wolke. Zur Rechten Christi kniet die Gottesmutter Maria. Im Uhrzeigersinn folgt der hl. Johannes der Täufer. Er kniet auf einer Wolke unterhalb von Gottvater. Rechts neben Medardus sieht man zwei heilige Bischöfe, nämlich Cornelius und Hubertus von Lüttich. Sie sind zwei der Vier Marschälle Gottes. Zwischen den beiden Heiligen steht ein junger Mönch, der Timerlin darstellen könnte. Unterhalb dieser Gruppe zeigt ein Engel auf Medardus, der ihn mit der Linken am Hinterkopf berührt, ihn so dem Betrachter als Schutzengel zuweisend. In der linken unteren Ecke knien zwei Frauen. Es könnte sich um die Stifterinnen des Bildes handeln oder um weibliche Heilige, nämlich Margareta von Antiochia und Barbara von Nikomedien. Die beiden gehören zu den Vierzehn Nothelfern. Über diesen beiden Frauen schwebt ein Engel. Darüber steht der hl. Sebastianus. Unter seinem Schutz steht die Nörvenicher Schützenbruderschaft. Über Sebastianus sieht man einen bärtigen Mönch. Es könnte sich um einen Einsiedler aus Mündt bei Titz handeln. Das Dorf liegt nahe bei dem Geburtsort von Pfarrer Flocken (Hasselsweiler).
Der Maler des Altarbildes ist nicht bekannt.

## Pfarre
Im Jahre 1177 wurde die Pfarre erstmals urkundlich erwähnt. Es muss schon viel früher eine Pfarre gegeben haben, dann das Patrozinium stammt aus der fränkischen Zeit. Im liber valoris ist die Pfarre um 1300 genannt. Bis zum Beginn des 19. Jahrhunderts gehörten 31 Häuser des Dorfes zur Pfarre Hochkirchen. Nach dem Einmarsch der französischen Revolutionstruppen am 4. Oktober 1794 gehörte die Pfarre nicht mehr zum Erzbistum Köln, sondern zum neugebildeten Bistum Aachen, welches 1821 wieder aufgelöst wurde. Die Neugründung erfolgte erst 1930.

## Pfarrer
Folgende Priester wirkten bis zur Auflösung der Pfarre als Pfarrer an St. Medardus bzw. seit 2010 als Pfarrer in der neuen Pfarre St. Josef:
- 1915–1948: Peter Josef Linzbach
- 1948–1973: Julius Völl
- 1973–1996: Matthias Sieger
- 2000–2003: Hans-Otto von Danwitz
- 2007–2018: Raphael Häckler
- Seit 2018: Gerd Kraus